# Richard Arvin Overton
Richard Arvin Overton (Bastrop County, 11 mei 1906 - Austin, 27 december 2018) was een Amerikaans supereeuweling en oorlogsveteraan.

## Biografie
Overton werd geboren in 1906 als zoon van Gentry Overton (1877-1920) en Elizabeth Franklin Overton Waters (1876-1939). Zijn betovergrootvader John Overton (1766-1833) langs vaders kant was een bekende rechter in de tijd van president Andrew Johnson.
Overton diende het United States Army in de Tweede Wereldoorlog als technicus. Hij vocht onder meer in Iwo Jima en Palau.
In 2013 werd hij door president Barack Obama uitgenodigd op het Witte Huis voor Veterans Day. Sinds het overlijden van Frank Levingston op 3 mei 2016 was hij de oudste Amerikaanse veteraan en sinds het overlijden van Clarence Matthews op 22 juli 2017 was hij tevens de oudste Amerikaanse man. Bij zijn overlijden eind december 2018 was hij de op een na oudste geverifieerde man ter wereld, na de Japanner Masazo Nonaka.